# أنجلينا لوف
أنجلينا لوف (بالإنجليزية: Angelina Love)‏ وإسمها الحقيقي هو لورين آن وليامس (بالإنجليزية: Lauren Ann Williams)‏ هي مصارعة محترفة كندية ولدت في يوم 13 سبتمبر 1981 في مدينة تورنتو في كندا، إشتهرت باحتراف المصارعة في عروض تي إن أي وفازت ببطولة الزوجي 6 مرات مع غايل كيم ومرة واحدة مع كاتارينا ووترز. في سنة 2015 تزوجت من مصارع التي إن أي ويسلي ريتشاردز ولها ابن منه.

## روابط خارجية
- أنجلينا لوف على موقع IMDb (الإنجليزية)
- أنجلينا لوف على موقع قاعدة بيانات الفيلم (الإنجليزية)
- أنجلينا لوف على موقع WrestlingData.com (الإنجليزية)
- أنجلينا لوف على موقع CageMatch worker (الإنجليزية)
- أنجلينا لوف على موقع قاعدة بيانات المصارعة على الإنترنت (الإنجليزية)
- أنجلينا لوف على موقع عالم المصارعة على الإنترنت (الإنجليزية)
- أنجلينا لوف على موقع عالم المصارعة على الإنترنت (الإنجليزية)